# Alastaro
Alastaro è stato un comune finlandese di 2 984 abitanti, situato nella regione del Varsinais-Suomi. Il comune è stato soppresso nel 2009 ed è ora una frazione di Loimaa.